# The Sea of Grass
The Sea of Grass és una pel·lícula estatunidenca de Elia Kazan, estrenada el 1947.

## Argument[1]
Les aventures d'una parella de ramaders a Nou Mèxic que ha de fer de cara a un conflicte amb el govern. Els problemes de la parella s'agreujaran amb la infidelitat de l'esposa.

## Repartiment
- Katharine Hepburn: Lutie Cameron Brewton
- Spencer Tracy: Coronel James B. "Jim" Brewton
- Robert Walker: Brock Brewton
- Melvyn Douglas: Brice Chamberlain
- Phyllis Thaxter: Sara Beth Brewton
- Edgar Buchanan: Jeff
- Harry Carey: Doc J. Reid
- Ruth Nelson: Selina Hall
- William Phillips: Banty
- Robert Armstrong: Floyd McCurtin
- James Bell: Sam Hall
- Charles Trowbridge: George Cameron
- Russell Hicks: El major Harney
- Robert H. Barrat: El jutge Seth White
- Trevor Bardette: Andy Boggs
- Nora Cecil: La infermera

## Al voltant de la pel·lícula
- Rodatge del 20 de maig a començaments d'agost de 1946.[2]
- El paper de Lutie era previst, inicialment, per a Myrna Loy que hauria estat per quarta vegada davant de Spencer Tracy. Com que l'actriu ho va deixar, Katharine Hepburn va acceptar interpretar-la.[3]